# Merrily We Go to Hell
Merrily We Go to Hell is een Amerikaanse dramafilm uit 1931 onder regie van Dorothy Arzner. Het scenario is gebaseerd op de roman I, Jerry, Take Thee, Joan (1931) van de Amerikaanse auteur Cleo Lucas.

## Verhaal
De alcoholist Jerry Corbett drinkt om zijn liefdesverdriet te verwerken. Zijn nieuwe liefde voor Joan Prentice geeft hem opnieuw zin in het leven. Wanneer Jerry's oude vlam Claire Hempstead plotseling weer opdaagt, raken Jerry en Joan allebei aan de drank. Jerry zal keuzes moeten maken en ervoor vechten.

## Rolverdeling
| Acteur            | Personage           |
| ----------------- | ------------------- |
| Sylvia Sidney     | Joan Prentice       |
| Fredric March     | Jerry Corbett       |
| Adrianne Allen    | Claire Hempstead    |
| Richard Gallagher | Buck                |
| George Irving     | Mijnheer Prentice   |
| Esther Howard     | Vi                  |
| Florence Britton  | Charlcie            |
| Charles Coleman   | Richard Damery      |
| Cary Grant        | Charlie Baxter      |
| Kent Taylor       | Gregory Boleslavsky |